# Mala Plavucea, Kozova
Mala Plavucea (în ucraineană Мала Плавуча) este o comună în raionul Kozova, regiunea Ternopil, Ucraina, formată numai din satul de reședință.

## Demografie
Componența lingvistică a comunei Mala Plavucea
     Ucraineană (99,8%)
     Alte limbi (0,2%)
Conform recensământului din 2001, majoritatea populației comunei Mala Plavucea era vorbitoare de ucraineană (99,8%), existând în minoritate și vorbitori de alte limbi.